# Бузейніков Сергій Миколайович
Сергі́й Микола́йович Бузе́йніков (23 березня 1992 — 25 січня 2015) — лейтенант Збройних Сил України, учасник російсько-української війни.

## Життєпис
2013 року закінчив Академію сухопутних військ імені гетьмана Петра Сагайдачного, «управління діями підрозділів механізованих військ».
Командир взводу, 28-а окрема механізована бригада, на передовій з вересня 2014-го.
Загинув 25 січня 2015-го на блокпосту в районі Мар'їнка — Курахове під час огляду автомобіля, який підірвав терорист — «смертник». Ще один військовослужбовець зазнав важких поранень і помер у лікарні — Олександр Ливадар.
Вдома залишилися молодший брат, дружина та 10-місячна донька.
Похований у селі Захарівка Світловодського району.

## Нагороди та вшанування
- Указом Президента України № 311/2015 від 4 червня 2015 року, «за особисту мужність і високий професіоналізм, виявлені у захисті державного суверенітету та територіальної цілісності України, вірність військовій присязі», нагороджений орденом Богдана Хмельницького III ступеня (посмертно)[1].
- Рішенням Світловодської районної ради сьомого скликання № 83 від 22 квітня 2016 року занесений до Книги Пошани Світловодського району.
- 10 вересня 2015 року у селі Захарівка Світловодського району на фасаді будівлі загальноосвітньої школи (вулиця Гагаріна, 6), де навчався Сергій Бузейніков, йому відкрито меморіальну дошку[2].
- Вшановується в меморіальному комплексі «Зала пам'яті», в щоденному ранковому церемоніалі 25 січня[3][4].